# Dirhinus bakeri
Dirhinus bakeri är en stekelart som först beskrevs av Crawford 1915.  Dirhinus bakeri ingår i släktet Dirhinus och familjen bredlårsteklar. Inga underarter finns listade i Catalogue of Life.